# Grondzalmen
Grondzalmen (Crenuchinae) zijn een onderfamilie van straalvinnige vissen uit de orde van Karperzalmachtigen (Characiformes).

## Geslachten
- Ammocryptocharax S. H. Weitzman & Kanazawa, 1976
- Characidium J. T. Reinhardt, 1867
- Crenuchus Günther, 1863
- Elachocharax G. S. Myers, 1927
- Geryichthys Zarske, 1997
- Klausewitzia Géry, 1965
- Leptocharacidium Buckup, 1993
- Melanocharacidium Buckup, 1993
- Microcharacidium Buckup, 1993
- Odontocharacidium Buckup, 1993
- Poecilocharax C. H. Eigenmann, 1909
- Skiotocharax Presswell, S. H. Weitzman & Bergquist, 2000